# Veldensteiner Forst
Veldensteiner Forst är ett kommunfritt område i Landkreis Bayreuth i Regierungsbezirk Oberfranken i förbundslandet Bayern i Tyskland.